# Heather Turland
Heather Turland (* 27. April 1960) ist eine ehemalige australische Marathonläuferin.

## Leben
Bei den Halbmarathon-Weltmeisterschaften 1994 in Oslo kam Turland auf den 49. Platz.
1996 wurde sie Achte bei den Halbmarathon-Weltmeisterschaften in Palma und Dritte beim Frankfurt-Marathon.
Beim Marathon der Weltmeisterschaften 1997 in Athen belegte sie Platz 20. 1998 siegte sie bei den Commonwealth Games in Kuala Lumpur.
1999 wurde sie Fünfte beim Nagano-Marathon und gab bei den Weltmeisterschaften in Sevilla auf.
1994 und 1996 wurde sie Australische Meisterin im Halbmarathon. 2002 wurde sie als Gesamtsiegerin beim Sydney-Marathon nationale Marathonmeisterin.

## Bestzeiten
- Halbmarathon: 1:12:46	h, 29. September 1996, Palma
- Marathon: 2:34:10 h, 27. Oktober 1996, Frankfurt am Main